# Haley Cope
Haley Cope (* 11. April 1979 in Chico, Kalifornien) ist eine ehemalige US-amerikanische Schwimmerin und Weltmeisterin über 50 m Rücken.
Cope wurde 2001 Weltmeisterin über 50 m Rücken. Zusätzlich war sie auf der Kurzbahn Weltmeisterin über 50 m Rücken (2004) und 100 m Rücken (2002 und 2004) sowie Vizeweltmeisterin über 50 m Rücken (2002). Bei den Olympischen Spielen 2004 in Athen war sie durch ihren Vorlaufeinsatz Mitglied der Lagenstaffel, die die Silbermedaille gewann. Daraufhin wurden im Jahr 2004 erotische Bilder von ihr in den Zeitschriften Maxim und Playboy veröffentlicht.
Im Jahre 2000 brach sie gemeinsam mit Joscelin Yeo, Staciana Stitts und Praphalsai Minpraphal als Universitätsteam der University of California in Berkeley den Staffelweltrekord über 4 × 50 Meter Lagen auf der Kurzbahn und verbesserte ihn auf 1:49,23 Minuten.